# Desa Tangkisan (administrativ by i Indonesien, lat -7,72, long 110,79)
Desa Tangkisan är en administrativ by i Indonesien.   Den ligger i provinsen Jawa Tengah, i den västra delen av landet, 500 km öster om huvudstaden Jakarta.